# Chthonius ressli
Chthonius ressli – gatunek zaleszczotka z rodziny Chthoniidae.
Gatunek ten opisany został po raz pierwszy w 1956 roku przez Maxa Beiera. Jako miejsce typowe wskazano Purgstall an der Erlauf w Austrii. Z kolei w 1981 roku Stefano Inzaghi opisał z Astino we włoskiej Lombardii nowy gatunek Chthonius parvulus, który to zsynonimizowany został z tym opisanym przez Beiera w 1988 roku przez Marka L.I. Judsona.
Zaleszczotek ten ma cztery szczecinki na tylnej krawędzi karapaksu. Jego nogogłaszczki zaopatrzone są w szczypce pozbawione ujść gruczołów jadowych. Zęby na palcach tychże szczypiec są duże i w większości wyraźnie od siebie oddzielone. Maksymalna odległość między zębami na środkowej części palca nieruchomego równa jest szerokości tychże zębów mierzonej u ich podstawy. W widoku bocznym dłoń jest nabrzmiała z wyraźnie zaokrągloną stroną grzbietową. Palec ruchomy nie jest u nasady zaopatrzony w wewnętrzną apodemę wzmacniającą. Długość palców mieści się między 0,35 a 0,36 mm. Spośród bioder odnóży krocznych te drugiej i trzeciej pary wyposażone są w kolce biodrowe. Odnóża kroczne pierwszej i drugiej pary mają jednoczłonowe stopy, natomiast odnóża kroczne pary trzeciej i czwartej mają stopy dwuczłonowe.
Gatunek palearktyczny, europejski. Znany jest z Francji, Austrii, Włoch, Czech i Słowacji. Umieszczony został na „Czerwonej liście gatunków zagrożonych Republiki Czeskiej” jako gatunek zagrożony wyginięciem o niedostatecznie rozpoznanym statusie (DD).